# Ghiacciaio Mendenhall
Il ghiacciaio Mendenhall è un ghiacciaio situato nella valle Mendenhall, a circa 19 km dal centro di Juneau, capitale dell'Alaska, nella zona sud-orientale dello stato statunitense.

## Nome
Noto in origine come Sitaantaagu ("il ghiacciaio dietro la città") o Aak'wtaaksit ("il ghiacciaio dietro il piccolo lago") dalla popolazione indigena locale dei Tlingit, il ghiacciaio è stato inizialmente ribattezzato, nel 1888,  Auke (Auk) dal naturalista John Muir in onore del gruppo Auk Kwaan (o Aak'w Kwaan) dei Tlingit. Nel 1899 fu poi ribattezzato ghiacciaio Mendenhall in onore di Thomas Corwin Mendenhall. Si estende dal campo di ghiaccio Juneau, che ne è la fonte, verso il lago Mendenhall e infine verso il fiume Mendenhall.

## Stato del ghiacciaio
Il Juneau Icefield Research Program ha monitorato i ghiacciai del campo di ghiaccio Juneau dal 1942, tra cui il ghiacciaio Mendenhall. Nel periodo 1951–1958, il fronte del ghiacciaio, che fluisce verso la periferia di Juneau, è arretrato di 580 m e di 2,82 km dal 1958, quando ha avuto origine il lago Mendenhall era di oltre 4 km dal 1500. Il limite del ghiacciaio ha attualmente un bilancio di massa di ghiaccio negativo e continuerà ad arretrare in futuro.

## Escursioni
Il "Servizio Forestale degli Stati Uniti" gestisce il Mendenhall Glacier Visitor Center come parte della "Tongass National Forest". Dal parcheggio sottostante sono accessibili diversi sentieri verso il ghiacciaio. Uno dei quali è il "Nugget Falls Trail" che conduce i visitatori alle cascate Nugget (circa 1,5 km di percorso).

## Galleria d'immagini

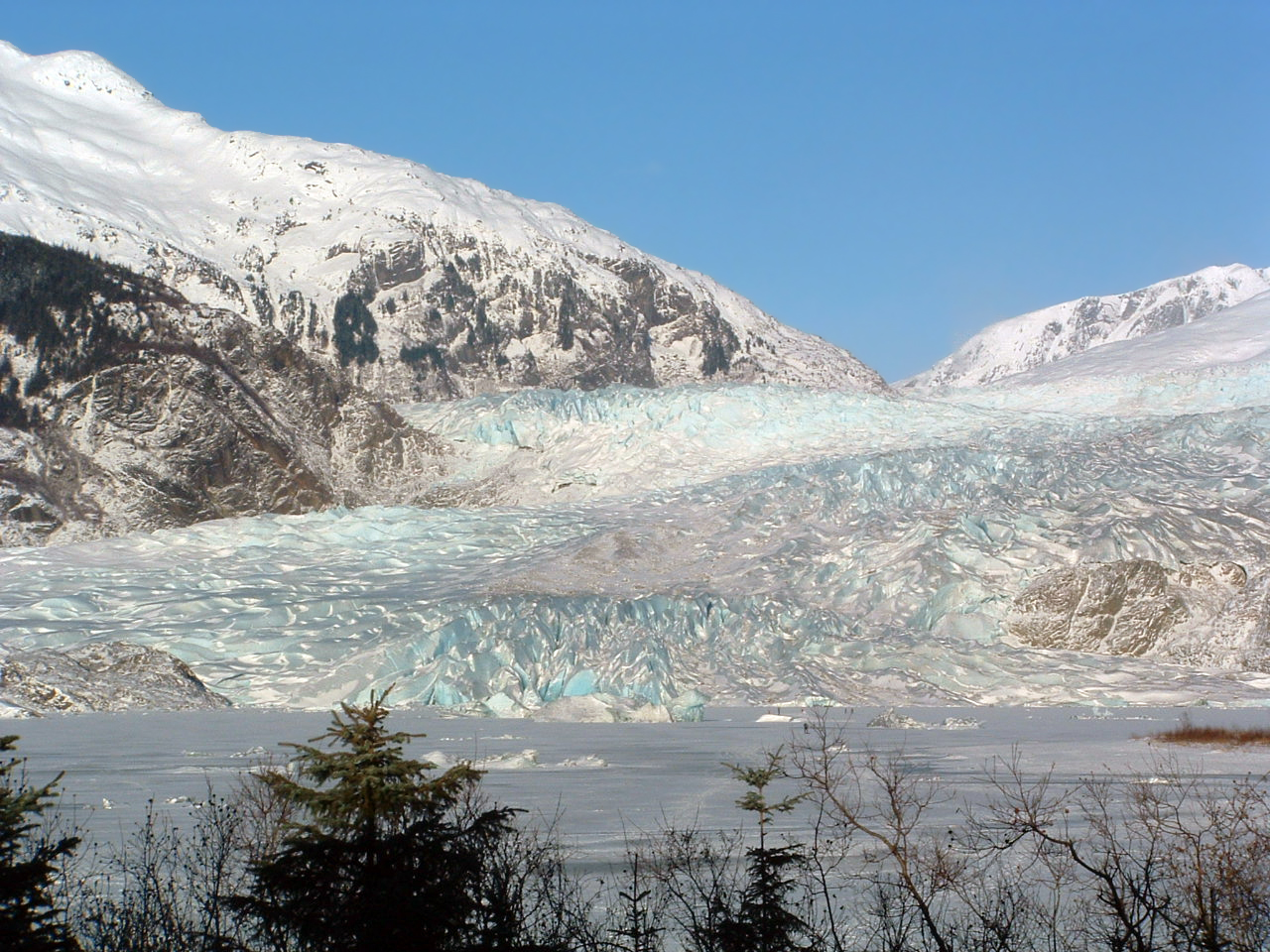
Ghiacciaio Mendenhall con l'omonimo lago ghiacciato in una tersa giornata invernale
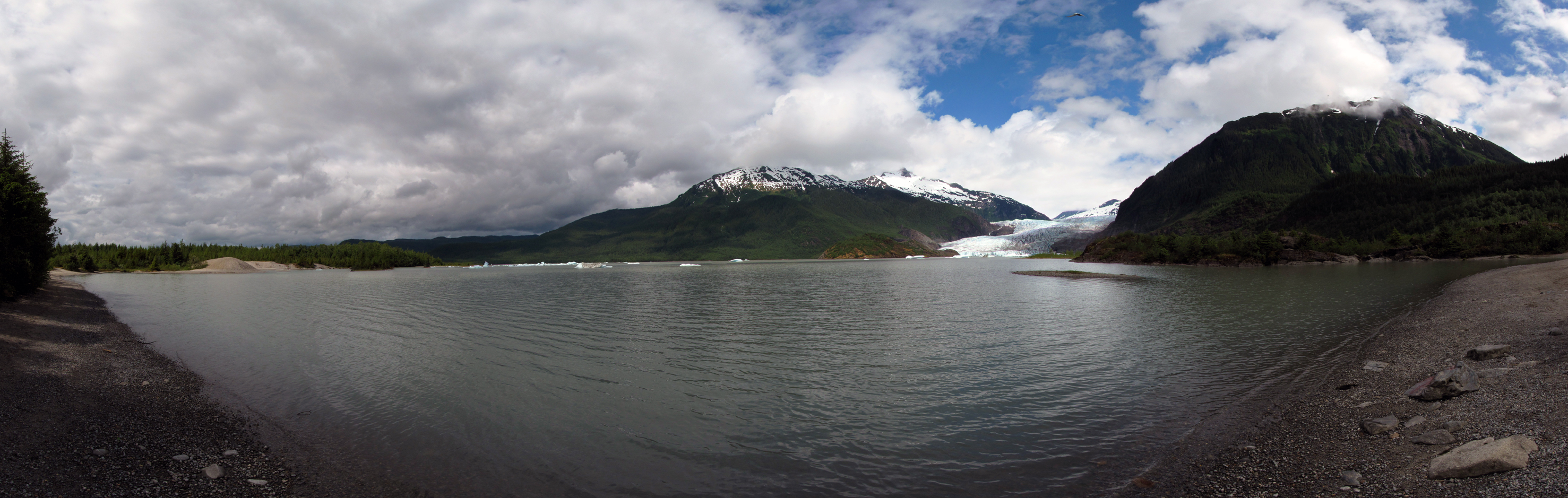
Vista del ghiacciaio e del lago dalla riva sud-orientale di quest'ultimo
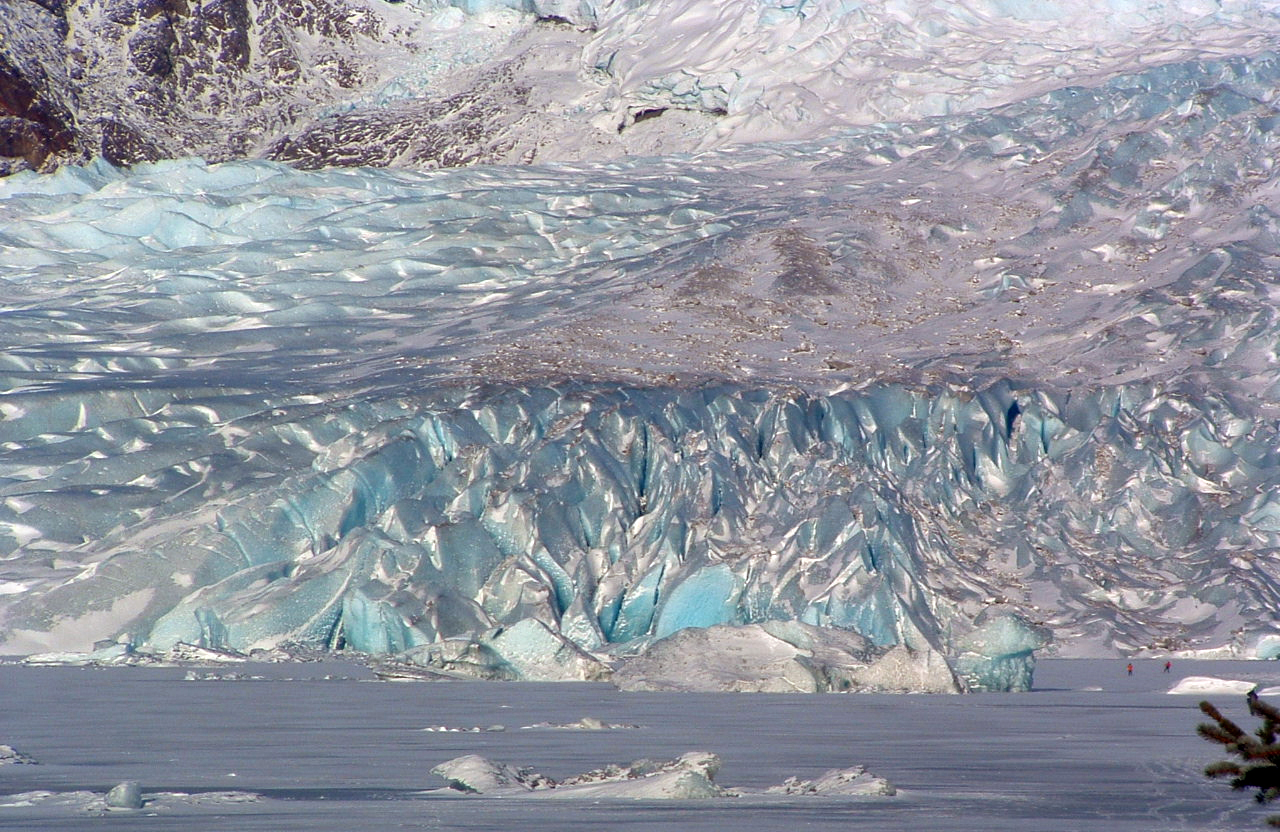
Vista ravvicinata del ghiacciaio in inverno
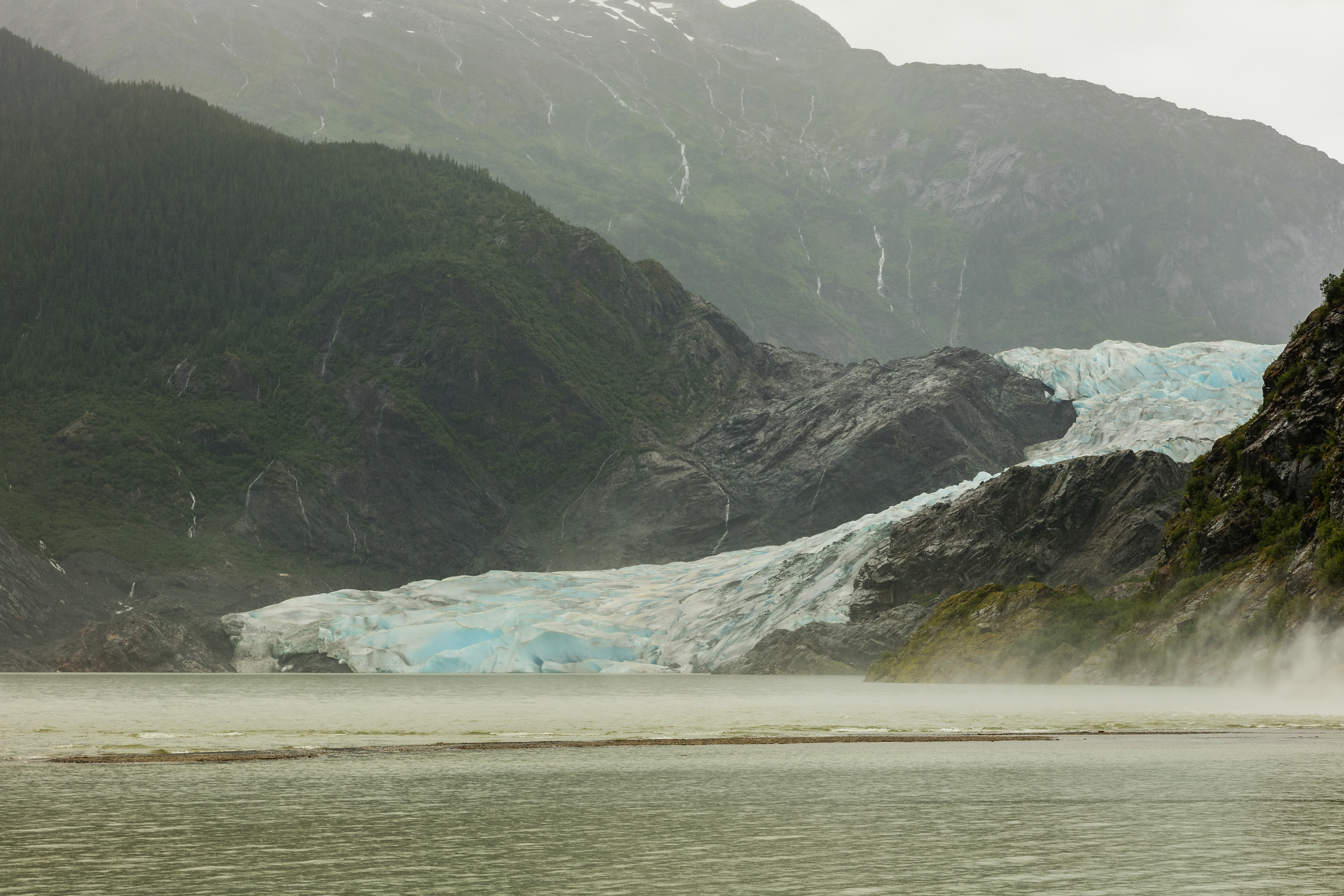
Vista da un sentiero del ghiacciaio Mendenhall nell'agosto del 2003
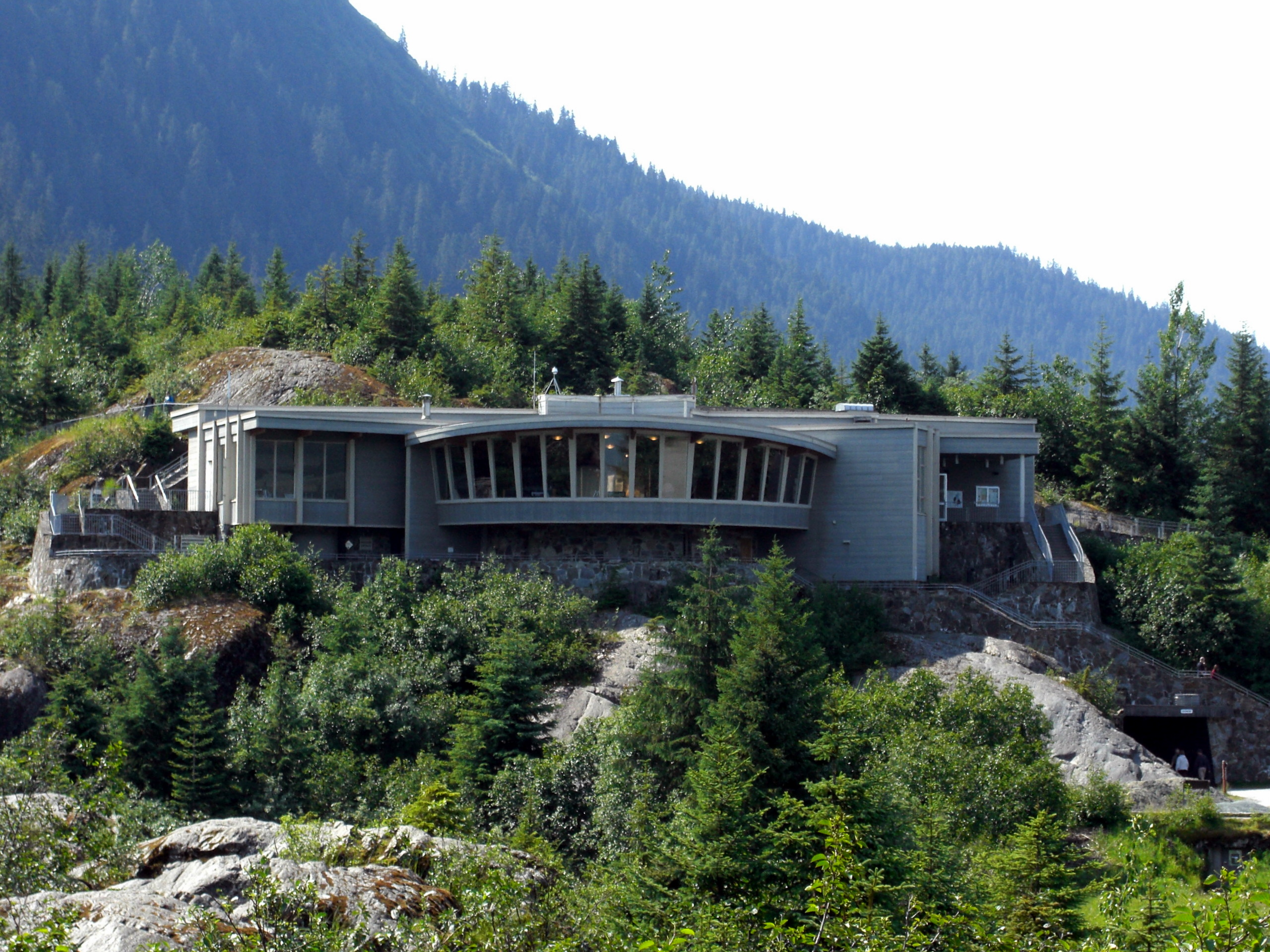
Centro visitatori del ghiacciaio di Mendenhall
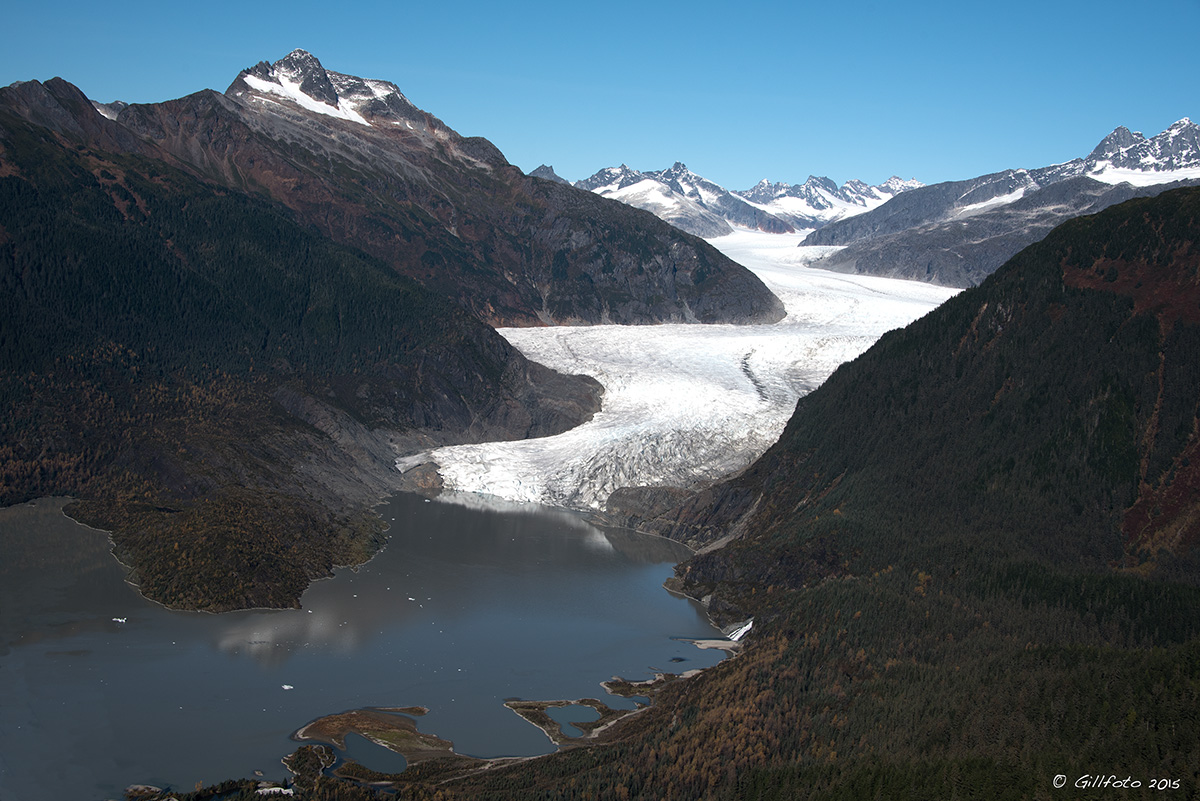
Vista lontana
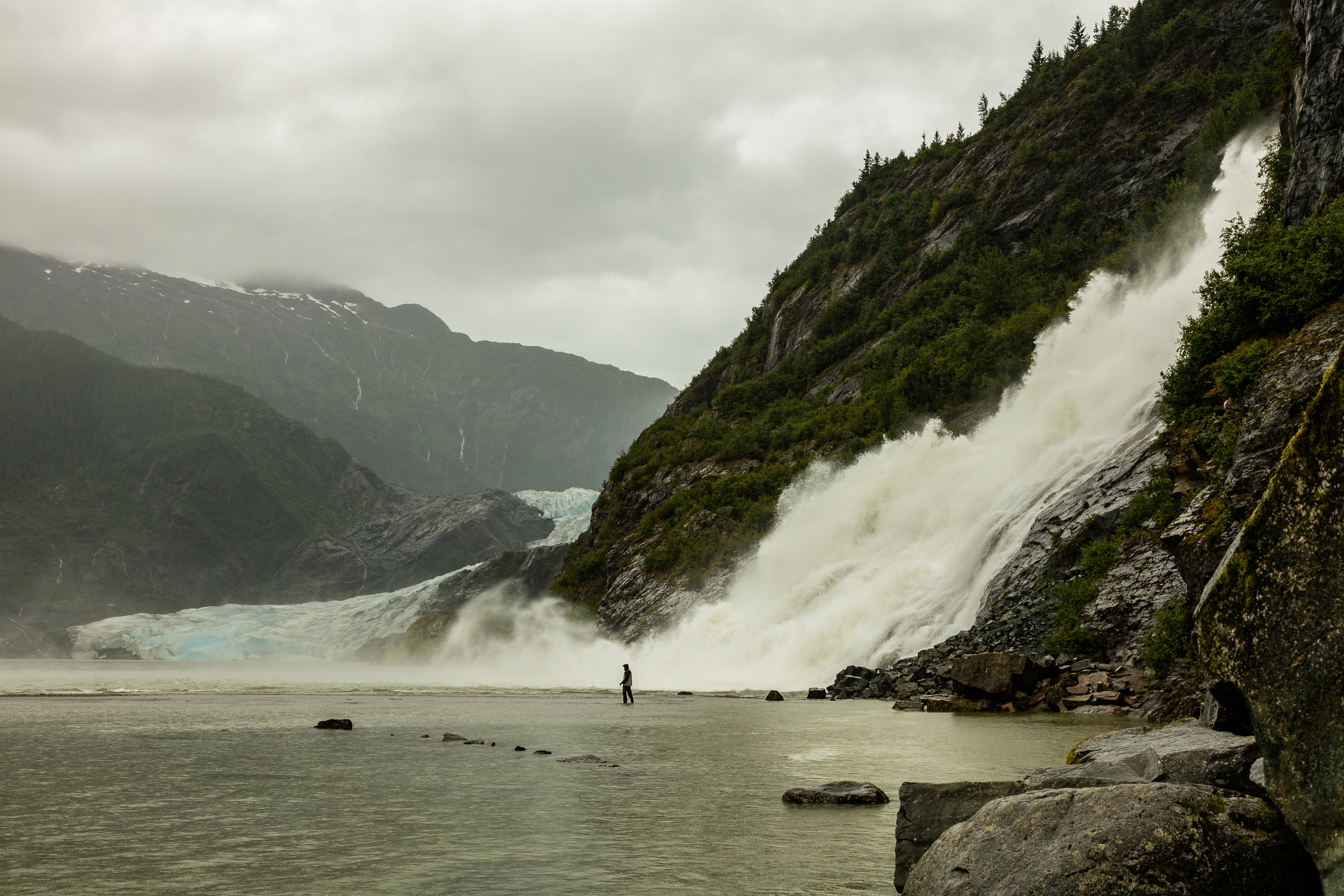
Cascate Nugget